# Servei d'Assessorament Lingüístic i Traducció
El Servei d'Assessorament Lingüístic i Traducció (oficialment Servici d'Assessorament Lingüístic i Traducció) és un servei d'assessorament lingüístic de la Conselleria d'Educació, Cultura i Esport de la Generalitat. Al Servei d'Assessorament Lingüístic i Traducció correspon assessorar en qüestions lingüístiques la Generalitat, tenint en compte la normativa lingüística de l'Acadèmia Valenciana de la Llengua; fomentar i fer estudis lingüístics que contribuïsquen al coneixement de les llengües del País Valencià; preparar i divulgar materials que faciliten el coneixement i l'ús del valencià, especialment aquells que utilitzen les tecnologies actuals i els mètodes d'autoaprenentatge, així com realitzar la traducció i correcció dels textos que se li encomanen.

## El programa SALT
El programa Salt és un traductor que permet traduir textos del castellà al valencià i a la inversa amb un mètode interactiu que minimitza els errors i garanteix una gran qualitat dels textos traduïts. El Salt és un corrector que, a més dels errors estrictament ortogràfics, detecta barbarismes, perífrasis incorrectes, locucions errònies, combinacions incorrectes de pronoms, faltes de concordança...
El Salt és un programa d'autoaprenentatge que permet també aprendre valencià a partir dels seus propis errors, amb centenars de fitxes d'ajuda sobre lèxic, qüestions gramaticals, majúscules, signes de puntuació, tipus de lletra... El programa està bàsicament concebut com una ajuda a les persones que volen començar a generar documents en valencià, i entre altres eines, inclou una completíssima guia interactiva de gramàtica i estil.
La primera versió, SALT 1.0, data de l'any 1997, tot i que actualment, el programa té tres versions:
- El Salt 3.0, funciona de manera independent.
- El Salt 4.0, funciona sobre el programa Writer de l'OppenOffice, i té una versió per a Windows i una altra per a Linux.[3]
- En Salt_Usu, posat en marxa en 2018,[4][5] és una nova versió accessible a través del web que inclou eines de traducció i correcció, un apèndix gramatical i enllaços al Diccionari normatiu valencià i als Criteris lingüístics de l'Administració de la Generalitat, una publicació que rebé un informe negatiu de l'Acadèmia Valenciana de la Llengua per no seguir les preferències de les seues obres normatives,[6] així com crítiques d'alguns membres de la institució, com ara el cap de la Unitat de Recursos Lingüisticotècnics, Josep Lacreu[7] o l'acadèmic Abelard Saragossà.[8][9]

Es tracta d'un programa que ha desenvolupat un equip de programadors dirigit per Rafael Pinter sota la direcció lingüística de Josep Lacreu, que va ser responsable d'aquest servei. Inicialment, la disponibilitat del programa va ser més aviat reduïda, però ara és al web de la Conselleria d'Educació i Cultura de la Generalitat Valenciana.